# چیزهای عجیب (فصل ۵)
فصل پنجم و آخر سریال تلویزیونی درام ترسناک علمی تخیلی آمریکایی چیزهای عجیب که با نام چیزهای عجیب ۵ به بازار عرضه می‌شود، در سرویس استریم نتفلیکس منتشر خواهد شد. این فصل توسط خالقان سریال، برادران دافر، به همراه شاون لوی، دن کوهن، آیین پترسون و کرتیس گوین تولید خواهد شد.
وینونا رایدر، دیوید هاربر، فین ولفهارد، میلی بابی براون، گیتن ماتارازو، کیلب مک‌لافلین، نوآ اشنپ، سیدی سینک، ناتالیا دایر، چارلی هیتون، جو کیری ، مایا هاک، ایمیبث مک‌نالتی، پرایا فرگوسن، برت گلمن، کا، به‌عنوان برت گلمن، کارا بونو و جیمی باور در نقش بازیگران معمولی سریال بازگشته‌اند. لیندا همیلتون نیز به عنوان یک بازیگر معمولی در نقشی نامعلوم ظاهر خواهد شد. انتظار می‌رود این فصل در سال ۲۰۲۵ منتشر شود.

## بازیگران و شخصیت‌ها

### اصلی
- وینونا رایدر در نقش جویس بایرز
- دیوید هاربر در نقش جیم هاپر
- فین ولفهارد در نقش مایک ویلر
- میلی بابی براون در نقش الون / جین هاپر
- گیتن ماتارازو در نقش داستین هندرسون
- کیلب مک‌لافلین در نقش لوکاس سینکلر
- نوآ اشنپ در نقش ویل بایرز
- سیدی سینک در نقش مکس میفیلد
- ناتالیا دایر در نقش ننسی ویلر
- چارلی هیتون در نقش جاناتان بایرز
- جو کیری در نقش استیو هرینگتون
- مایا هاک در نقش رابین باکلی
- ایمیبث مک‌نالتی در نقش ویکی
- پریا فرگوسن در نقش اریکا سینکلر
- برت گلمن در نقش موری باومن
- کارا بونو در نقش کارن ویلر
- جیمی کمبل باور در نقش وکنا / هنری کریل / وان
- لیندا همیلتون

## قسمت‌ها
| شم. کلی | شم. در فصل | عنوان              | کارگردان       | نویسنده      | تاریخ انتشار اصلی |
| ------- | ---------- | ------------------ | -------------- | ------------ | ----------------- |
| ۳۵      | ۱          | «بخش اول: خزیدن»   | برادران دافر   | برادران دافر | ۲۰۲۵              |
| ۳۶      | ۲          | TBA                | اعلان‌نشده      | اعلان‌نشده    | ۲۰۲۵              |
| ۳۷      | ۳          | «تله ترن‌بو»        | فرانک دارابونت | اعلان‌نشده    | ۲۰۲۵              |
| ۳۸      | ۴          | «جادوگر»           | برادران دافر   | اعلان‌نشده    | ۲۰۲۵              |
| ۳۹      | ۵          | «شاک جاک»          | اعلان‌نشده      | اعلان‌نشده    | ۲۰۲۵              |
| ۴۰      | ۶          | «فرار از کامازوتز» | اعلان‌نشده      | اعلان‌نشده    | ۲۰۲۵              |
| ۴۱      | ۷          | «پل»               | اعلان‌نشده      | اعلان‌نشده    | ۲۰۲۵              |
| ۴۲      | ۸          | «رایت‌ساید بالا»    | برادران دافر   | اعلان‌نشده    | ۲۰۲۵              |

## تولید

### توسعه
در ۱۷ فوریه ۲۰۲۲، برادران دافر نامه‌ای گسترده دربارهٔ چیزهای عجیب منتشر کردند که در آن برنامه پخش دو قسمتی فصل چهارم، و همچنین قصد آن‌ها برای تولید یک سریال اسپین‌آف در دنیای سریال برای نتفلیکس را فاش کردند و علاوه بر آن سریال را برای فصل پنجم و آخر تمدید کردند. این دو در ابتدا نشان داده بودند که این سریال برای حداکثر چهار فصل برنامه‌ریزی شده بود، اما بعداً در سال ۲۰۱۷، پخش فصل پنجم توسط تهیه‌کنندگان اعلام شد.
همانند فصول گذشته، برنامه‌ریزی برای فصل پنجم و آخر سریال قبل از انتشار فصل ۴ آغاز شد. با این حال، به دلیل اختلالات ناشی از دنیاگیری کووید-۱۹، دافرها توانستند به‌طور کامل فصل پنجم را قبل از شروع تصویربرداری فصل چهارم، که یک انحراف از روند معمول آنها بود، ترسیم کنند. آنها سپس طرح کلی خود را مرور کردند و روی ساختار و رویدادهای فصل پنجم، بر اساس بازخوردهایی که پس از انتشار فصل چهارم دریافت کرده بودند، دوباره کار کردند، و حتی تا آنجا پیش رفتند که پایان سریال را تغییر دادند. تا سپتامبر ۲۰۲۳ تأیید شد که تهیه‌کننده اجرایی شاون لوی حداقل یک قسمت را در این فصل کارگردانی می‌کند.

### نوشتن
نگارش فصل پنجم در ۲ اوت ۲۰۲۲، حدود یک ماه پس از پخش فصل ۴ جلد ۲ آغاز شد. در ۶ نوامبر ۲۰۲۲ (روز چیزهای عجیب)، اعلام شد که قسمت اول با عنوان «بخش اول: خزیدن» و توسط دافرها نوشته خواهد شد. طوری که آنها در فستیوال دبلیو جی ۲۰۲۲ اشاره کردند، برخی از ایده‌های استفاده نشده که در ابتدا برای فصل دوم تصور شده بودند، در داستان‌های فصل پنجم پیاده‌سازی شده‌اند. تیم نویسندگان لحن فصل را طوری توصیف کردند که گویی «فصل ۱ و ۴ بچه دار شده‌اند» و «استروئید به آنها تزریق شده‌است». در ۶ می ۲۰۲۳، برادران دافر اعلام کردند که نوشتن فصل ۵ به دلیل اعتصاب انجمن نویسندگان آمریکا در سال ۲۰۲۳ متوقف شده‌است. در ۲۷ سپتامبر، روزی که اعتصاب پایان یافت، حساب کاربری تیم نویسندگان تصویری را منتشر کرد که در آن نوشته بود «ما برگشتیم»، که رسماً تأیید کرد که نوشتن از سر گرفته شده‌است. در همان روز، نتفلیکس فاش کرد که به دلیل بزرگ‌تر شدن سن بازیگران، فیلمنامه‌های فصل را در اولویت قرار داده‌اند. در ۱۴ اکتبر ۲۰۲۳، فاش شد که نوشتن به نیمه رسیده‌است. اشنپ اظهار داشت که فصل آخر با ویل بایرز به پایان خواهد رسید.

### بازیگران
فصل پنجم شاهد بازگشت بازیگران اصلی وینونا رایدر، دیوید هاربر، فین ولفهارد، میلی بابی براون، گیتن ماتارازو، کیلب مک‌لافلین، نوآ اشنپ، سیدی سینک، ناتالیا دایر، چارلی هیتون، جو کیری ، مایا هاک، ایمیبث مک‌نالتی، پرایا فرگوسن، برت گلمن، کا، به‌عنوان برت گلمن، کارا بونو و جیمی باور می‌باشد. در ژوئن ۲۰۲۳ در جریان رویداد TUDUM نتفلیکس، اعلام شد که لیندا همیلتون به بازیگران خواهد پیوست. همیلتون با برادران دافر از طریق زوم تماس گرفته بود و اطلاعاتی در مورد شکل شخصیت خود را به آنها ارائه کرده بود، اما نه در مورد داستان. هنگامی که تولید در ژانویه ۲۰۲۴ آغاز شد، یک عکس تنظیمی که توسط تیم منتشر شده بود، بازگشت ایمیبث مک‌نالتی در نقش ویکی را تأیید کرد که با بازیگران می‌پیوندد.

### فیلمبرداری
پس از یک تأخیر قابل توجه به دلیل اعتصابات WGA و SAG-AFTRA در سال ۲۰۲۳، تولید فصل پنجم به‌طور رسمی در ۸ ژانویه ۲۰۲۴ آغاز شد. تا مارس ۲۰۲۴، براون اظهار داشت که ۹ ماه از فیلمبرداری باقی مانده‌است و او فیلمنامه را برای شش قسمت خوانده‌است.

## انتشار
انتظار می‌رود که این فصل در سال ۲۰۲۵ منتشر شود.

## یادداشت
1. ↑  عنوان کامل قسمت دوم در کنار سایر عناوین اعلام نشد، فقط عنوان با «The Vanishing of» شروع می‌شود.[۱]